# Brodska pukovnija
Brodska pukovnija ili Brodska regimenta (njem. Brooder Grenz Infanterie Regiment Nr. 7) je naziv za sedmu od jedanaest pukovnija na ozemlju Hrvatske i Slavonije za vrijeme Vojne krajine, a koja je postojala od 1747. do 1873. godine. Sjedište pukovnije bilo je u Vinkovcima. Do 1764. godine, pukovnije su bile podijeljene na bojne, a svaka je bojna imala četiri satnije. Poslije 1764. godine izmijenjena je struktura pukovnija, pa je svaka imala tri bojne, od kojih su dvije imale šest, a treća (pričuvna) četiri satnije.
Pukovnija je bila podređena Slavonskoj generalkomandi, te Dvorskom ratnom vijeću u Beču, odnosno od 1848. godine Zagrebačkoj generalkomandi (Generalkomandi za Hrvatsku i Slavoniju u Zagrebu) i Ministarstvu rata u Beču. 
Zapovjedništvo graničarske pukovnije bilo je najviše vojno, upravno i sudbeno tijelo na području pukovnije. Satnije su bile najniže vojne, teritorijalne i zapovjedno-upravne jedinice pukovnije. Satnijom je zapovijedao i upravljao satnik, a savjetodavnu su ulogu imali upravni časnici i činovnici. Brodska je pukovnija bila podijeljena na 12 satnija: 
- Podvinje br. 1,
- Trnjani br. 2,
- Garčin br. 3,
- Andrijevci br. 4,
- Sikirevci br. 5,
- Babina Greda br. 6,
- Ivankovo br. 7,
- Cerna br. 8,
- Vinkovci br. 9,
- Nijemci br. 10,
- Županja br. 11 i
- Drenovci br. 12, tzv. Cvelferija.